# Thamnornis chloropetoides
Thamnornis chloropetoides é uma espécie de ave da família Bernieridae. É a única espécie do gênero Thamnornis.